# Салливан, Ред
Джордж Джеймс (Ред) Салливан (англ. George James "Red" Sullivan; 24 декабря 1929, Питерборо, Онтарио — 19 января 2019, Питерборо, Онтарио) — канадский хоккеист, центральный нападающий. Выступал в Национальной хоккейной лиге в 1949—1961 годах, был игроком таких клубов как «Бостон Брюинз», «Чикаго Блэкхокс», «Нью-Йорк Рейнджерс». В качестве главного тренера возглавлял «Нью-Йорк Рейнджерс», «Питтсбург Пингвинз» и «Вашингтон Кэпиталз».

## Биография
Ред Салливан родился 24 декабря 1929 года в городе Питерборо провинции Онтарио, Канада.
Начинал карьеру хоккеиста в 1947 году в команде «Сент-Катаринс Типис», выступавшей в юниорской Хоккейной лиге Онтарио.
Дебютировал на профессиональном уровне в НХЛ в 1949 году, когда трижды выходил на лёд в составе «Бостон Брюинз». Тем не менее, в течение двух сезонов находился в расположении фарм-клуба «Херши Беарс», с которым принимал участие в матчах Американской хоккейной лиги. Позже ему всё же удалось закрепиться в основном составе «Бостона», так, в сезоне 1951/52 он 67 раз выходил на лёд в играх регулярного чемпионата и поучаствовал в семи матчах стадии плей-офф.
В 1954 году перешёл в «Чикаго Блэкхокс», где в течение двух сезонов являлся лидером команды по количеству набранных очков.
Начиная с 1956 года выступал за «Нью-Йорк Рейнджерс», при этом его дебютный сезон в новой команде омрачился тяжёлой травмой. В матче против «Монреаль Канадиенс» Салливан слишком агрессивно притеснял вратаря Жака Планта, и защитник Даг Харви сделал ему замечание. Салливан проигнорировал замечание Харви и продолжил играть в прежней манере — тогда защитник сильно ударил его клюшкой в живот, что привело к разрыву селезёнки. Хоккеиста срочно доставили в больницу, его состояние оказалось настолько тяжёлым, что родственниками даже был приглашён католический священник для проведения обряда соборования. Хоккеист выжил и вскоре вернулся в основной состав «Рейнджерс», где продолжал успешно выступать вплоть до 1961 года, в том числе в течение четырёх последних лет являлся капитаном команды. В общей сложности в НХЛ он провёл 556 игр, набрав 346 очков (забросил 107 шайб и отдал 239 голевых передач).
После завершения карьеры хоккеиста Салливан занялся тренерской деятельностью, в частности в 1962 году, после того как болельщики потребовали отставки Музза Патрика, занял должность главного тренера «Нью-Йорк Рейнджерс». Оставался на этом посту в течение четырёх сезонов, клуб показывал в это время не очень высокие результаты, в плей-офф не попадал, и в конечном счёте генеральный менеджер Эмиль Фрэнсис сам занял место главного тренера.
В 1967—1969 годах в качестве тренера возглавлял новообразованный клуб «Питтсбург Пингвинз», с ним так же не добился каких-то существенных успехов, в обоих сезонах не смог вывести его в плей-офф и поэтому был уволен.
В сезоне 1974/75 ненадолго вернулся к тренерской работе в НХЛ, сменив Джима Андерсона на посту главного тренера «Вашингтон Кэпиталз». Из 18 игр под его руководством команда выиграла только две, и в связи с неудачами вскоре Салливана сместил Милт Шмидт.
В поздние годы страдал от болезни Альцгеймера. Умер 19 января 2019 года в Питерборо в возрасте 89 лет.